# Sívros
Sívros (Syvros) är en ort i Grekland.   Den ligger i prefekturen Lefkas och regionen Joniska öarna, i den västra delen av landet, 280 km väster om huvudstaden Aten. Sívros ligger 355 meter över havet och antalet invånare är 379. Den ligger på ön Lefkas.
Terrängen runt Sívros är lite bergig. Runt Sívros är det ganska glesbefolkat, med 23 invånare per kvadratkilometer. Närmaste större samhälle är Lefkáda, 18,6 km norr om Sívros. 